# Petta assimilis
Petta assimilis är en ringmaskart som beskrevs av McIntosh 1885. Petta assimilis ingår i släktet Petta och familjen Pectinariidae.
Artens utbredningsområde är havet kring Nya Zeeland. Inga underarter finns listade i Catalogue of Life.